# 大兴机场站 (地铁)
大兴机场站位于中国河北省廊坊市广阳区九州镇，属于北京地铁大兴机场线的地铁车站，于2019年9月26日随大兴机场线开通运营。未来雄安轨道交通R1线开通后会在此设站，并直通运行至大兴机场线。

## 历史
北京地铁大兴机场线大兴机场站规划建设期间的工程名有新机场北航站楼站、北航站楼站等。
2019年2月16日，北京市规划和自然资源委员会发布了《关于轨道交通新机场线一期工程沿线车站命名预案的公示书》，车站拟命名为“大兴机场北站”。3月11日，北京市规划和自然资源委员会发布《关于轨道交通新机场线工程沿线车站命名预案公示情况的通告》，将命名预案改为“大兴机场站”，这一名称于2019年5月获批。
2019年4月25日，大兴机场线全线贯通。6月15日，大兴机场站随大兴机场线开始试运行，2019年9月26日启用。

## 车站构造

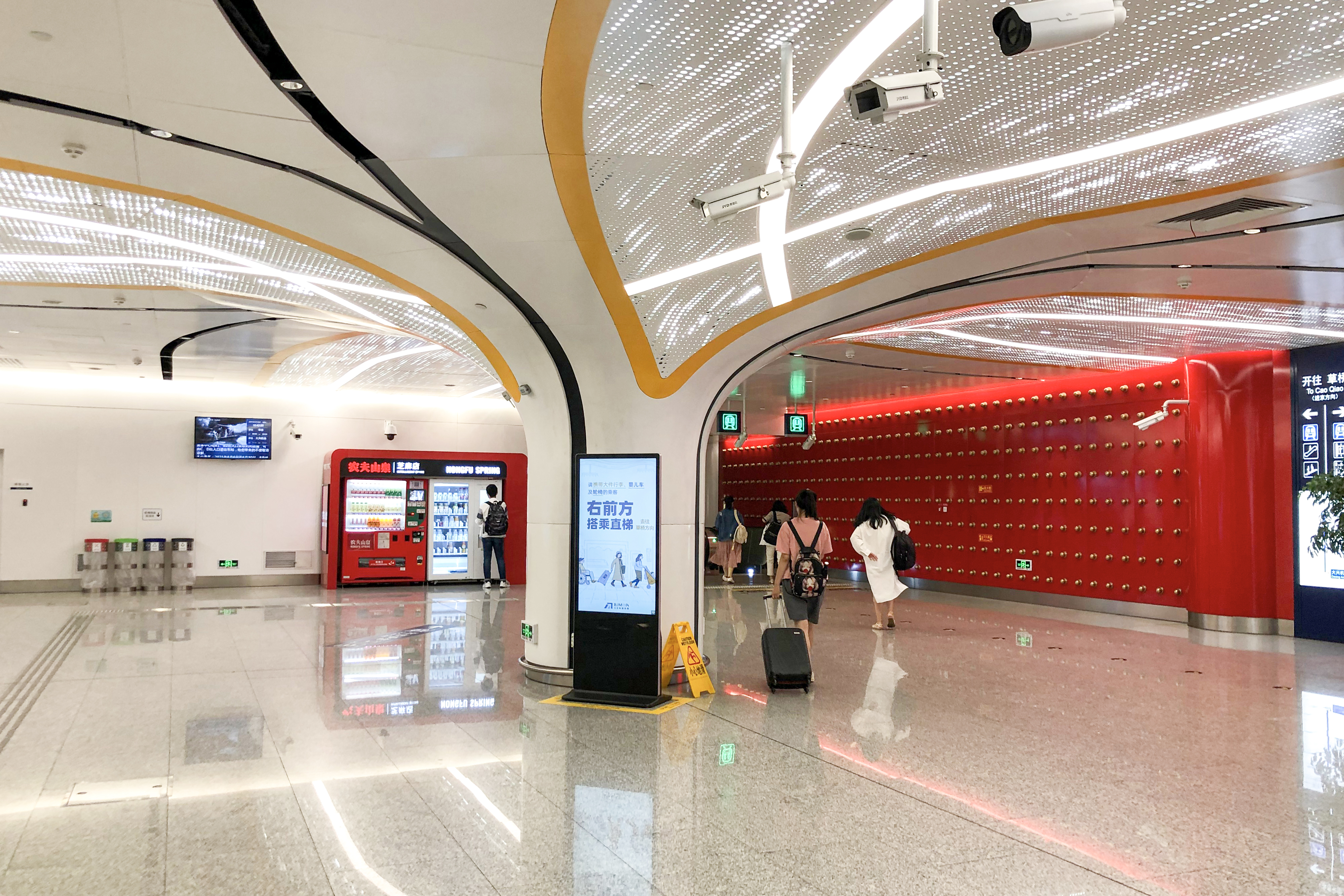
站厅付费区

大兴机场站位于北京大兴国际机场下方。地下一层为站厅层，地下二层为站台层。
大兴机场线南端设有交叉渡线，供列车进行折返，北端站前设有单渡线，供列车进行站前折返，正线南端是建设中的雄安轨道交通R1线。

### 车站楼层
| 地下一层 站厅层 | 换乘大厅                       | 去往北京大兴国际机场航站楼，停车楼，国铁站                           |
| 地下一层 站厅层 | 站厅                           | 客务中心、自动售票机、进出站闸机、自助值机业务、航班信息查询、候车区 |
| 地下二层 站台层 | 侧式站台，右側開门             | 侧式站台，右側開门                                                   |
| 地下二层 站台层 | █ 大兴机场线终点站 落客站台    |                                                                      |
| 地下二层 站台层 | █ 大兴机场线往草桥（大兴新城） |                                                                      |
| 地下二层 站台层 | 侧式站台，右側開门             |                                                                      |

### 出入口
大兴机场站设有一个进站口（A）和三个出站口（B、C、D），其中通往停车楼的D口暂未开放。
|                       |          |                  |      |  |
| 编号                  | 指示     | 建议前往的目的地 | 照片 |  |
| 出口 · A · 升降机标志 | 不適用   |                  |      |  |
| 出口 · B              | 大兴机场 |                  |      |  |
| 出口 · C · 升降机标志 | 大兴机场 |                  |      |  |
| 出口 · D · 升降机标志 |          |                  |      |  |